# Powiat ostródzki

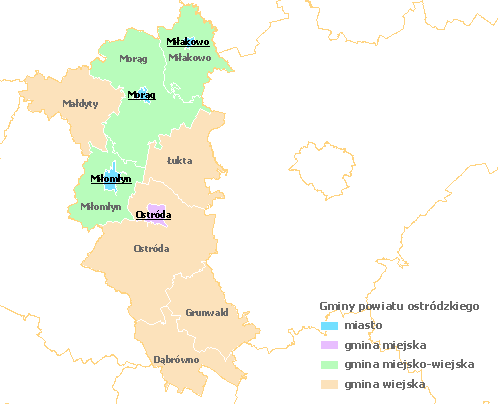
Gminy powiatu ostródzkiego

Powiat ostródzki – powiat w Polsce (województwo warmińsko-mazurskie) utworzony w 1999 w ramach reformy administracyjnej. Jego siedzibą jest miasto Ostróda.
Według danych z 31 grudnia 2019 roku powiat zamieszkiwało 104 151 osób. natomiast według danych z 30 czerwca 2020 roku powiat zamieszkiwało 103 895 osób.

## Podział administracyjny
W skład powiatu wchodzą:
- gminy miejskie: Ostróda
- gminy miejsko-wiejskie: Miłakowo, Miłomłyn, Morąg
- gminy wiejskie: Dąbrówno, Grunwald, Łukta, Małdyty, Ostróda
- miasta: Miłakowo, Miłomłyn, Morąg, Ostróda.

## Demografia

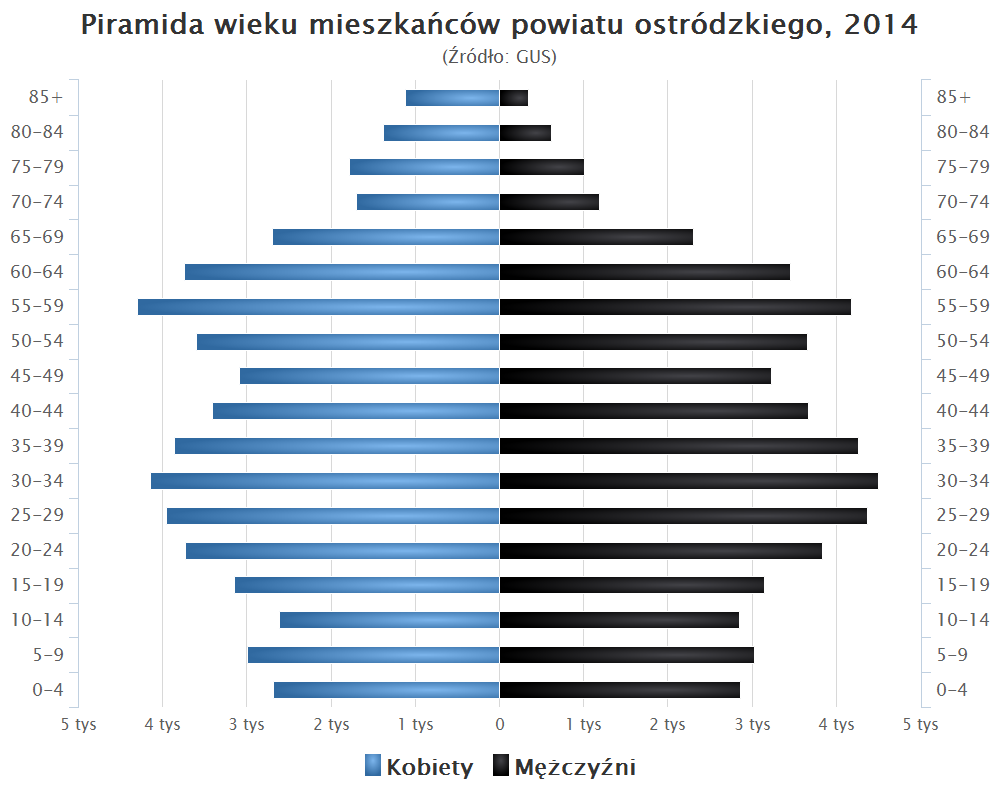
Piramida wieku mieszkańców powiatu ostródzkiego w 2014 roku

Liczba ludności (dane z 30 czerwca 2005):
|        | Ogółem  | Ogółem | Kobiety | Kobiety | Mężczyźni | Mężczyźni |
| osób   | %       | osób   | %       | osób    | %         |           |
| ------ | ------- | ------ | ------- | ------- | --------- | --------- |
| Ogółem | 105 499 | 100    | 53 682  | 50,88   | 51 817    | 49,12     |
| Miasto | 53 046  | 50,28  | 27 728  | 26,28   | 25 318    | 24,00     |
| Wieś   | 52 453  | 49,72  | 25 954  | 24,60   | 26 499    | 25,12     |

▶Wieś vs ▶miasto
Ogółem (▶k, ▶m)
Miasto (▶k, ▶m)
Wieś (▶k, ▶m)

### Ludność w latach
- 1999 – 109 090
- 2000 – 109 290
- 2001 – 109 491
- 2002 – 105 726
- 2003 – 105 629
- 2004 – 105 604
- 2005 – 105 455
- 2006 – 105 154
- 2007 – 104 890

## Gospodarka
W końcu września 2019 liczba zarejestrowanych bezrobotnych w powiecie ostródzkim obejmowała ok. 3,4 tys. mieszkańców, co stanowi stopę bezrobocia na poziomie 9,5% do aktywnych zawodowo.

## Starostowie
- 1945: Stefan Cendrowski (PPS),
- 1945–1950:
- 1 stycznia 1999 – 30 listopada 2014:
- od 1 grudnia 2014: Andrzej Wiczkowski,

## Sąsiednie powiaty
- powiat elbląski
- powiat lidzbarski
- powiat olsztyński
- powiat nidzicki
- powiat działdowski
- powiat iławski
- powiat sztumski (pomorskie)